# Informatievoorziening
Informatievoorziening (IV) betreft het verzamelen, toegankelijk maken, bewerken, beschikbaar stellen en verstrekken van informatie, gericht op de informatiebehoefte van de doelgroep. 
Het gaat om de juiste combinatie van:
- Activiteiten die als doel hebben de doelgroep snel de gewenste informatie te leveren.
- Faciliteiten die het proces ondersteunen en bestaan uit mensen, technische hulpmiddelen, materialen en ruimte.
- Procedures, voorschriften die bij de werkzaamheden worden gebruikt.

## Indelingen van soorten informatie
Er zijn meerdere indelingen van informatie mogelijk, die elk hun eigen aanpak vereisen:

I. Fysieke en digitale informatie. 
- Fysiek: alle informatie die op fysieke informatiedragers beschikbaar is, zoals op papier, (audio-/video-)band, grammafoonplaat en geluidscasette.
- Digitaal: informatie die op digitale informatiedragers beschikbaar is, zoals via compact disc, Dvd en USB-stick, maar ook via websites en computersystemen (waarvan de digitale gegevensdragers ver buiten het zicht van de gebruiker zijn).

II. Gestructureerde en ongestructureerde informatie:
- Gestructureerde informatie is informatie die op een gestructureerde manier is opgeslagen, zoals van oudsher in een boekhouding, de financiële administratie en in catalogussen, sinds de opkomst van computers ook in databanken. Ze volgen een bepaald systeem, met bepaalde velden die in een bepaalde volgorde zijn ingevuld. In een bibliotheekcatalogus bijvoorbeeld: titel, auteur(s), jaar van publicatie, uitgever, ISBN en eventuele andere velden zoals trefwoorden, een korte beschrijving, aantal pagina's, of er illustraties voorkomen, of het een vertaling is en zo ja uit welke taal en wie de vertaling heeft gemaakt.
- Ongestructureerde informatie is informatie die niet op een gestructureerde manier is opgeslagen, die niet in een  traditionele rij-kolom-database staat of past,  zoals geschreven documenten en audio-visueel materaal. Hierin zijn twee soorten te onderscheiden:
  - Unieke documenten, waarvan er in de regel slechts één origineel is, met eventueel een beperkt aantal kopieën, zoals van oudsher brieven en andere soorten correspondentie, akten, contracten, testamenten, facturen, films, foto's, opgenomen gesprekken en sinds de opkomst van internet ook e-mail. Meestal bestemd voor een beperkt publiek (maar niet altijd, denk aan de Akte van Verlatinghe). Dergelijke materialen worden in de regel in een archief opgeslagen. Dat kan al een bureaulade met hangmappen zijn of een mappenstructuur op een pc. In organisaties zullen belangrijke materialen digitaal worden opgeslagen in een op het medium gericht specifiek opslagsysteem, zoals een Documentmanagementsysteem (DMS) voor documenten, ingericht voor de organisatie. Afhankelijk van de bevoegdheden en werkzaamheden die iemand heeft, het risico op spionage en de wet- en regelgeving (zoals privacy) hebben mensen toegang tot bepaalde delen van de DMS. Contracten en personeelsgegevens zullen voor veel minder medewerkers toegankelijk zijn dan bijvoorbeeld de visie van het bedrijf. Voor overheidsorganisaties zijn er het Nationaal Archief, provinciale, streek- en stadsarchieven, waar in bepaalde gevallen ook bedrijven en particuleren delen van hun archief kunnen opslaan. Het bezit in dergelijke archieven is direct of na verloop van tijd openbaar. De bewaartermijn van documenten kan kort zijn (zoals een mail met een uitnodiging om samen koffie te drinken of een vakantiekaart) tot eeuwenlang, meestal iets er tussen in. De minimum bewaartermijnen zijn vastgelegd in de Archiefwet (voor overheidsinstanties) en door de Belastingdienst (voor financiële administraties en bewijsstukken zoals aankoopbonnen en orders). Overigens is het verstandig om belangrijke documenten, zoals huurcontracten en koopcontracten voor huizen, diploma's en garantiebewijzen langer te bewaren, soms een levenlang.
  - Publicaties, documenten en andere informatiedragers die in veelvoud werden en worden gepubliceerd en een breder publiek als doelgroep hebben, zoals boeken, tijdschriften, kranten, overheidspublicaties (zoals wetten, Kamerstukken, Staatsbladen, rechterlijke uitspraken (jurisprudentie)), grijze literatuur (zoals proefschriften, rapporten, congresverslagen, folders, brochures, jaarverslagen, nieuwsbrieven, organen van bijvoorbeeld verenigingen) en sinds de opkomst van internet ook websites, waaronder nieuwssites. We associëren publicaties vaak met bibliotheken. Er bestaan vele verschillende soorten bibliotheken, die overigens vaak ook (en soms uitsluitend) digitale informatie ter beschikking stellen. Meest bekend is de openbare bibliotheek, daarnaast schoolbibliotheken, universiteits- en andere wetenschappelijke bibliotheken, mediatheken, museumbibliotheken en bedrijfsbibliotheken. Overkoepelend orgaan en nationale bibliotheek is de Koninklijke Bibliotheek (zowel van België als van Nederland). De KB en wetenschappelijke bibliotheken hebben in de regel een bewaarfunctie, meestal op een bepaald vakgebied. Gespecialiseerde bibliotheken, zoals die van musea, kunnen op hun vakgebied een expert-rol vervullen en zullen niet gauw literatuur afstoten. Openbare bibliotheken, schoolbibliotheken en bedrijfsbibliotheken zullen juist een actuele collectie aanbieden en literatuur afstoten die niet meer gebruikt wordt. Overigens kan literatuur via het Interbibliothecair leenverkeer worden aangevraagd via elke openbare bibliotheek, ook als die bibliotheek de gevraagde literatuur zelf niet heeft, maar het wel bij een andere Nederlandse bibiotheek beschikbaar is die bij het systeem is aangesloten; hieraan zijn kosten verbonden.

## Activiteiten en taken in de informatievoorziening
Om de doelgroep snel de gewenste informatie te kunnen leveren, worden de volgende activiteiten en taken uitgevoerd. Op de één of andere manier zullen die voor alle soorten informatie worden uitgevoerd, maar elk met hun eigen faciliteiten en procedures.
- Collectievorming: wat hoort wel en wat niet binnen het domein: dat is afhankelijk van de doelgroep en de informatiebehoefte van de doelgroep. Voorbeelden: In een openbare bibliotheek zullen onder andere kinderboeken, kookboeken, reisboeken en romans zijn; die zijn in een researchcentrum niet te vinden, daar heeft men juist behoefte aan actuele informatie over de laatste stand van zaken via wetenschappelijke artikelen, toegang tot een patenten-databank en zelfs pre-print artikelen (die nog niet officieel zijn gepubliceerd en nog peer review behoeven) over het vakgebied. Een financiële administratie is aan strenge regels gebonden, bibliotheken stellen in het algemeen hun eigen collectieregels op.
- Opslag: elk medium en soort informatie stelt zijn eigen eisen aan opslag. Boeken en papieren archieven hebben vooral meters kastplanken nodig, onder de juiste klimatogolische omstandigheden en vrij van ongedierte. Digitale informatie vereist digitale opslagruimte en een computersysteem.
- Ontsluiting: methodes om opgeslagen informatie te kunnen terugvinden. Hiervoor moeten ofwel de gegevens zelf gestructureerd digitaal zijn opgeslagen (in een computersysteem), ofwel de meta-gegevens van de (ongestructureerde) informatie gestructureerd in een catalogus of index zijn opgenomen. In dat laatste geval volstaat het niet om alleen basisgegevens als titel, auteur en datum op te nemen, maar er zal ook een inhoudelijke ontsluiting nodig zijn en voor fysieke documenten bovendien een plaatsingscode. 
  - Een inhoudelijke ontsluiting begint met een korte beschrijving/samenvatting. Daarnaast moet elk document en andere informatiedrager worden ingepast in de rest van de collectie en bij een zoekactie tegelijk gevonden kunnen worden met andere documenten over hetzelfde onderwerp, bijvoorbeeld via trefwoorden, een classificatie, taxonomie of thesaurus. Het Categorie-systeem voor Wikipedia-artikelen valt hier ook onder.
- Beschikbaar stellen van informatie aan de doelgroep. Dat kan op verschillende manieren, mede afhankelijk van de soort informatie. 
  - Digitale informatie kan beschikbaar worden gesteld via een computersysteem of een digitale catalogus die rechtstreeks toegang biedt tot de gewenste informatie, of na aanvraag (bijvoorbeeld als er voor betaald moet worden). Voorbeelden: krantenwebsites, de digitale financiële administratie, gedigitaliseerde foto's in een online archief, e-books in een bibliotheekcatalogus (voor leden).
  - Fysieke informatie kan op ten minste twee manieren beschikbaar worden gesteld:
    - In een open opstelling, zoals boeken, tijdschriften en kranten in een openbare bibliotheek. Bezoekers kunnen zelf grasduinen en direct informatie lezen, of lenen en mee naar huis nemen. Desgewenst kan een bezoeker eerst via een catalogus opzoeken op welke plek de gezochte informatie beschikbaar is, of dit bij de balie navragen.
    - Via een depot, kelder, opslagruimte, zonder toegang voor bezoekers. Dit komt vaak voor bij archieven en wetenschappelijke bibliotheken. Een bezoeker kan dan zelf via een catalogus opzoeken wat hij/zij nodig heeft en de gegevens aan een balie doorgeven, waarna een baliemedewerker het document opzoekt in de opslagruimte en aan de bezoeker overhandigt.

  - In alle gevallen zal een zoeksysteem nodig zijn, waarin alle beschikbare meta-informatie doorzoekbaar is.
- Information retrieval: het zoeken naar informatie. Gebruikers die het niet lukt om zelf de gewenste informatie te vinden, kunnen de hulp inroepen van deskundigen. In een bibliotheek en archief zijn dat in de regel de baliemedewerkers. Voor informatiesystemen en databanken die binnen organisaties worden gebruikt, kan er een helpdesk zijn, intern of extern, afhankelijk van de afspraken met de leverancier en de interne organisatie van de informatievoorziening. Dergelijke balie- en helpdesk-medewerkers zijn getraind in het gebruik van het systeem en het zoeken daarin. En als ook zij de gewenste informatie niet in het systeem kunnen vinden, weten ze bijna altijd nog wel andere wegen om de informatie daar buiten te vinden.
- Informatie-overdracht: het op maat overdragen van informatie. Soms willen gebruikers geen ruwe informatie zoals die te vinden is in het systeem, maar hapklaar in een overzicht of rapport. Voorbeelden: een maandrapportage uit een financieel systeem met een toelichting door het hoofd van de financiële administratie, of een literatuuroverzicht over een bepaald onderwerp zonder ruis.
- Evaluatie, waarin vragen worden beantwoord als: Voldoet de huidige organisatie van de informatievoorziening, vinden gebruikers gemakkelijk de informatie waarnaar ze op zoek zijn, wordt de juiste informatie ter beschikking gesteld, ontbreken nog belangrijke onderwerpen of informatiedragers, welke andere verbeterpunten zijn er?

## Informatievoorziening van een organisatie
De informatievoorziening van een organisatie is het geheel van mensen, middelen en maatregelen, gericht op de informatiebehoefte van die organisatie. De informatiebehoefte van een organisatie kan drieledig worden ingedeeld:
- Operationele informatie, voor het verrichten van de feitelijke handelingen en het beheersen van de bedrijfsprocessen;
- Besturingsinformatie, voor de besturing van de organisatie;
- Verantwoordingsinformatie, informatie over verrichting en besturing.

Bij informatievoorziening staat de mens centraal. Informatie begint bij de menselijke behoefte om iets te willen weten.
Deling/verspreiding van informatie binnen een (grotere) organisatie kan, behalve via rechtstreeks collegiaal contact, ook plaatsvinden via het intranet ervan. Dat is een intern netwerk waarop alle medewerkers informatie kunnen delen.